# Противоминна артилерия
Противоминна артилерия – исторически (самодвижещи се мини преди са наричани торпедата), артилерията от „противоминния“ калибър на броненосците, линкорите, линейните крайцери, крайцерите, предназначена за отразяване на атаките на леките кораби на противника, въоръжени с торпедно оръжие (минните катери, впоследствие есминците и лидерите). В различно време към противоминната артилерия се отнасят оръдия с различен калибъра: в 19 век това са оръдия малък калибър: 47 – 88 mm, а в епохата на Дреднаутите среден. Например, на руските линкорите на типа „Севастопол“ към противоминната артилерия се отнасят казематните 120 mm артилерийски установки, а на по-ранния броненосец „Потьомкин“ противоминни са 75 mm оръдия.